# Mary Dow Brine
Mary Dow Brine, née en 1838 et morte en 1925, est une chansonnière américaine.

## Biographie
Elle a composé notamment What is Summer made of, Titania, One I love, Which is the road to Slumberland et d'autres chansons américaines.